# Tour de Langkawi 2023
La 27.ª edición de la competición ciclista Tour de Langkawi (llamado oficialmente: 27th Le Tour de Langkawi) fue una carrera de ciclismo en ruta por etapas que se celebró entre el 23 y el 30 de septiembre de 2023 en Malasia con inicio en la ciudad de Kerteh y final en la ciudad de Kuala Lumpur sobre un recorrido de 1289 kilómetros.
La carrera formó parte del UCI ProSeries 2023, calendario ciclístico mundial de segunda división, dentro de la categoría UCI 2.Pro y fue ganada por el británico Simon Carr del EF Education-EasyPost. Completaron el podio, como segundo y tercer clasificado respectivamente, el ecuatoriano Alexander Cepeda del mismo equipo que el vencedor y el español Pablo Castrillo del Kern Pharma. 

## Equipos participantes
Tomaron parte en la carrera 22 equipos: 2 de categoría UCI WorldTeam invitado por la organización, 8 de categoría UCI ProTeam, 11 de categoría Continental y la selección nacional de Malasia. Formaron así un pelotón de 128 ciclistas de los que acabaron 109. Los equipos participantes fueron:
| WorldTeams (2)- Astana Qazaqstan Team - EF Education-EasyPost ProTeams (8)- Bolton Equities Black Spoke Pro Cycling - Caja Rural-Seguros RGA - Equipo Kern Pharma - Euskaltel-Euskadi - Green Project-Bardiani CSF-Faizanè - Human Powered Health - Team Corratec-Selle Italia - Tudor Pro Cycling Team Equipos continentales (11)- 7 Eleven Cliqq-air21 by Roadbike Philippines - Giant Cycling Team - Hengxiang Cycling Team - JCL Team Ukyo - KSPO Professional - Li Ning Star - Nusantara Cycling Team - Roojai Online Insurance - St George Continental Cycling Team - Terengganu Polygon Cycling Team - Thailand Continental Cycling Team Equipo nacional- Malasia |
| |

## Recorrido
El Tour de Langkawi dispuso de ocho etapas dividido en seis etapas llanas, una de media montaña y otra etapa de montaña para un recorrido total de 1114,9 kilómetros.
| Etapa     | Fecha     | Recorrido                      | type             | Distancia (km) | Desnivel (m) | Ganador         | Líder             |
| --------- | --------- | ------------------------------ | ---------------- | -------------- | ------------ | --------------- | ----------------- |
| 1.ª etapa | 23 de sep | Kerteh – Kuala Terengganu      | etapa llana      | 187,4          | 1071 m       | Arvid de Kleijn | Arvid de Kleijn   |
| 2.ª etapa | 24 de sep | Kuala Terengganu – Kota Bharu  | etapa llana      | 186,2          | 1014 m       | Gleb Syritsa    | Arvid de Kleijn   |
| 3.ª etapa | 25 de sep | Jeli – Baling                  | etapa escarpada  | 183,1          | 3606 m       | George Jackson  | Enrico Zanoncello |
| 4.ª etapa | 26 de sep | Bukit Mertajam – Meru Raya     | etapa llana      | 140,2          | 418 m        | Daniel Babor    | George Jackson    |
| 5.ª etapa | 27 de sep | Slim River – Genting Highlands | etapa de montaña | 133,3          | 2671 m       | Simon Carr      | Simon Carr        |
| 6.ª etapa | 28 de sep | Karak – Malaca                 | etapa llana      | 176,6          | 1396 m       | Arvid de Kleijn | Simon Carr        |
| 7.ª etapa | 29 de sep | Muar – Seremban                | etapa llana      | 125,7          | 677 m        | Sasha Weemaes   | Simon Carr        |
| 8.ª etapa | 30 de sep | Setia Alam – Kuala Lumpur      | etapa llana      | 156,5          | 651 m        | Gleb Syritsa    | Simon Carr        |

## Desarrollo de la carrera

### 1.ª etapa
| Kerteh - Kuala Terengganu | etapa llana | (187,4 km) |

| \| Clasificación de la etapa \| Clasificación de la etapa \| Clasificación de la etapa \| Clasificación de la etapa \| Clasificación de la etapa \| \| Ciclista \| Ciclista \| Equipo \| Tiempo \| \| \| ------------------------- \| ---------------------------- \| ---------------------------------- \| ------------------------- \| ------------------------- \| \| 1.º \| Arvid de Kleijn \| Tudor Pro Cycling Team \| 4 h 25 min 48 s \| \| \| 2.º \| Sasha Weemaes \| Human Powered Health \| + 0 s \| \| \| 3.º \| Gleb Syritsa \| Astana Qazaqstan Team \| + 0 s \| \| \| 4.º \| Mohamad Izzat Abdul Halil \| Malasia \| + 0 s \| \| \| 5.º \| Enrico Zanoncello \| Green Project-Bardiani CSF-Faizanè \| + 0 s \| \| \| 6.º \| Lorenzo Conforti \| Green Project-Bardiani CSF-Faizanè \| + 0 s \| \| \| 7.º \| Carlos Canal \| Euskaltel-Euskadi \| + 0 s \| \| \| 8.º \| Tomas Barta \| Caja Rural-Seguros RGA \| + 0 s \| \| \| 9.º \| Mohd Harrif Saleh \| Terengganu Polygon Cycling Team \| + 0 s \| \| \| 10.º \| Nur Amirul Fakhruddin Mazuki \| Terengganu Polygon Cycling Team \| + 0 s \| \| |                              |                                    |                 |
| |                              |                                    |                 |
| Fuente: ProCyclingStats |                              |                                    |                 |
| Clasificación de la etapa |                              |                                    |                 |
| Ciclista | Ciclista                     | Equipo                             | Tiempo          |
| 1.º | Arvid de Kleijn              | Tudor Pro Cycling Team             | 4 h 25 min 48 s |
| 2.º | Sasha Weemaes                | Human Powered Health               | + 0 s           |
| 3.º | Gleb Syritsa                 | Astana Qazaqstan Team              | + 0 s           |
| 4.º | Mohamad Izzat Abdul Halil    | Malasia                            | + 0 s           |
| 5.º | Enrico Zanoncello            | Green Project-Bardiani CSF-Faizanè | + 0 s           |
| 6.º | Lorenzo Conforti             | Green Project-Bardiani CSF-Faizanè | + 0 s           |
| 7.º | Carlos Canal                 | Euskaltel-Euskadi                  | + 0 s           |
| 8.º | Tomas Barta                  | Caja Rural-Seguros RGA             | + 0 s           |
| 9.º | Mohd Harrif Saleh            | Terengganu Polygon Cycling Team    | + 0 s           |
| 10.º | Nur Amirul Fakhruddin Mazuki | Terengganu Polygon Cycling Team    | + 0 s           |

| \| Clasificación general \| Clasificación general \| Clasificación general \| Clasificación general \| Clasificación general \| \| Ciclista \| Ciclista \| Equipo \| Tiempo \| \| \| --------------------- \| --------------------- \| --------------------------------- \| --------------------- \| --------------------- \| \| 1.º \| Arvid de Kleijn \| Tudor Pro Cycling Team \| 4 h 25 min 38 s \| \| \| 2.º \| Sasha Weemaes \| Human Powered Health \| + 4 s \| \| \| 3.º \| Batsaikhan Tegshbayar \| Roojai Online Insurance \| + 4 s \| \| \| 4.º \| Gleb Syritsa \| Astana Qazaqstan Team \| + 6 s \| \| \| 5.º \| Sarawut Sirironnachai \| Thailand Continental Cycling Team \| + 7 s \| \| \| 6.º \| Tomas Barta \| Caja Rural-Seguros RGA \| + 8 s \| \| \| 7.º \| Pablo Castrillo \| Equipo Kern Pharma \| + 8 s \| \| \| 8.º \| Simon Carr \| EF Education-EasyPost \| + 8 s \| \| \| 9.º \| Michael Valgren \| EF Education-EasyPost \| + 9 s \| \| \| 10.º \| Joan Bou \| Euskaltel-Euskadi \| + 9 s \| \| |                       |                                   |                 |
| |                       |                                   |                 |
| Fuente: ProCyclingStats |                       |                                   |                 |
| Clasificación general |                       |                                   |                 |
| Ciclista | Ciclista              | Equipo                            | Tiempo          |
| 1.º | Arvid de Kleijn       | Tudor Pro Cycling Team            | 4 h 25 min 38 s |
| 2.º | Sasha Weemaes         | Human Powered Health              | + 4 s           |
| 3.º | Batsaikhan Tegshbayar | Roojai Online Insurance           | + 4 s           |
| 4.º | Gleb Syritsa          | Astana Qazaqstan Team             | + 6 s           |
| 5.º | Sarawut Sirironnachai | Thailand Continental Cycling Team | + 7 s           |
| 6.º | Tomas Barta           | Caja Rural-Seguros RGA            | + 8 s           |
| 7.º | Pablo Castrillo       | Equipo Kern Pharma                | + 8 s           |
| 8.º | Simon Carr            | EF Education-EasyPost             | + 8 s           |
| 9.º | Michael Valgren       | EF Education-EasyPost             | + 9 s           |
| 10.º | Joan Bou              | Euskaltel-Euskadi                 | + 9 s           |

### 2.ª etapa
| Kuala Terengganu - Kota Bharu | etapa llana | (186,2 km) |

| \| Clasificación de la etapa \| Clasificación de la etapa \| Clasificación de la etapa \| Clasificación de la etapa \| Clasificación de la etapa \| \| Ciclista \| Ciclista \| Equipo \| Tiempo \| \| \| ------------------------- \| ------------------------- \| ---------------------------------- \| ------------------------- \| ------------------------- \| \| 1.º \| Gleb Syritsa \| Astana Qazaqstan Team \| 4 h 15 min 14 s \| \| \| 2.º \| Arvid de Kleijn \| Tudor Pro Cycling Team \| + 0 s \| \| \| 3.º \| Enrico Zanoncello \| Green Project-Bardiani CSF-Faizanè \| + 0 s \| \| \| 4.º \| Daniel Babor \| Caja Rural-Seguros RGA \| + 0 s \| \| \| 5.º \| Davide Gabburo \| Green Project-Bardiani CSF-Faizanè \| + 0 s \| \| \| 6.º \| Lorenzo Conforti \| Green Project-Bardiani CSF-Faizanè \| + 0 s \| \| \| 7.º \| Raymond Kreder \| JCLTeam Ukyo \| + 0 s \| \| \| 8.º \| Riku Onaka \| JCLTeam Ukyo \| + 0 s \| \| \| 9.º \| Maikel Zijlaard \| Tudor Pro Cycling Team \| + 0 s \| \| \| 10.º \| Alessandro Iacchi \| Team Corratec-Selle Italia \| + 0 s \| \| |                   |                                    |                 |
| |                   |                                    |                 |
| Fuente: ProCyclingStats |                   |                                    |                 |
| Clasificación de la etapa |                   |                                    |                 |
| Ciclista | Ciclista          | Equipo                             | Tiempo          |
| 1.º | Gleb Syritsa      | Astana Qazaqstan Team              | 4 h 15 min 14 s |
| 2.º | Arvid de Kleijn   | Tudor Pro Cycling Team             | + 0 s           |
| 3.º | Enrico Zanoncello | Green Project-Bardiani CSF-Faizanè | + 0 s           |
| 4.º | Daniel Babor      | Caja Rural-Seguros RGA             | + 0 s           |
| 5.º | Davide Gabburo    | Green Project-Bardiani CSF-Faizanè | + 0 s           |
| 6.º | Lorenzo Conforti  | Green Project-Bardiani CSF-Faizanè | + 0 s           |
| 7.º | Raymond Kreder    | JCLTeam Ukyo                       | + 0 s           |
| 8.º | Riku Onaka        | JCLTeam Ukyo                       | + 0 s           |
| 9.º | Maikel Zijlaard   | Tudor Pro Cycling Team             | + 0 s           |
| 10.º | Alessandro Iacchi | Team Corratec-Selle Italia         | + 0 s           |

| \| Clasificación general \| Clasificación general \| Clasificación general \| Clasificación general \| Clasificación general \| \| Ciclista \| Ciclista \| Equipo \| Tiempo \| \| \| --------------------- \| --------------------- \| ---------------------------------- \| --------------------- \| --------------------- \| \| 1.º \| Arvid de Kleijn \| Tudor Pro Cycling Team \| 8 h 40 min 46 s \| \| \| 2.º \| Gleb Syritsa \| Astana Qazaqstan Team \| + 2 s \| \| \| 3.º \| Sasha Weemaes \| Human Powered Health \| + 10 s \| \| \| 4.º \| Batsaikhan Tegshbayar \| Roojai Online Insurance \| + 10 s \| \| \| 5.º \| Simon Carr \| EF Education-EasyPost \| + 12 s \| \| \| 6.º \| Enrico Zanoncello \| Green Project-Bardiani CSF-Faizanè \| + 12 s \| \| \| 7.º \| Tomas Barta \| Caja Rural-Seguros RGA \| + 13 s \| \| \| 8.º \| Sarawut Sirironnachai \| Thailand Continental Cycling Team \| + 13 s \| \| \| 9.º \| Jon Agirre \| Equipo Kern Pharma \| + 13 s \| \| \| 10.º \| Thomas Scully \| EF Education-EasyPost \| + 13 s \| \| |                       |                                    |                 |
| |                       |                                    |                 |
| Fuente: ProCyclingStats |                       |                                    |                 |
| Clasificación general |                       |                                    |                 |
| Ciclista | Ciclista              | Equipo                             | Tiempo          |
| 1.º | Arvid de Kleijn       | Tudor Pro Cycling Team             | 8 h 40 min 46 s |
| 2.º | Gleb Syritsa          | Astana Qazaqstan Team              | + 2 s           |
| 3.º | Sasha Weemaes         | Human Powered Health               | + 10 s          |
| 4.º | Batsaikhan Tegshbayar | Roojai Online Insurance            | + 10 s          |
| 5.º | Simon Carr            | EF Education-EasyPost              | + 12 s          |
| 6.º | Enrico Zanoncello     | Green Project-Bardiani CSF-Faizanè | + 12 s          |
| 7.º | Tomas Barta           | Caja Rural-Seguros RGA             | + 13 s          |
| 8.º | Sarawut Sirironnachai | Thailand Continental Cycling Team  | + 13 s          |
| 9.º | Jon Agirre            | Equipo Kern Pharma                 | + 13 s          |
| 10.º | Thomas Scully         | EF Education-EasyPost              | + 13 s          |

### 3.ª etapa
| Jeli - Baling | etapa escarpada | (183,1 km) |

| \| Clasificación de la etapa \| Clasificación de la etapa \| Clasificación de la etapa \| Clasificación de la etapa \| Clasificación de la etapa \| \| Ciclista \| Ciclista \| Equipo \| Tiempo \| \| \| ------------------------- \| ------------------------- \| --------------------------------------- \| ------------------------- \| ------------------------- \| \| 1.º \| George Jackson \| Bolton Equities Black Spoke Pro Cycling \| 4 h 14 min 13 s \| \| \| 2.º \| Enrico Zanoncello \| Green Project-Bardiani CSF-Faizanè \| + 0 s \| \| \| 3.º \| Carlos Canal \| Euskaltel-Euskadi \| + 0 s \| \| \| 4.º \| Gijs Van Hoecke \| Human Powered Health \| + 0 s \| \| \| 5.º \| Jeroen Meijers \| Terengganu Polygon Cycling Team \| + 0 s \| \| \| 6.º \| Nur Aiman Rosli \| Malasia \| + 0 s \| \| \| 7.º \| Jambaljamts Sainbayar \| Terengganu Polygon Cycling Team \| + 0 s \| \| \| 8.º \| Lorenzo Conforti \| Green Project-Bardiani CSF-Faizanè \| + 0 s \| \| \| 9.º \| Alexander Konychev \| Team Corratec-Selle Italia \| + 0 s \| \| \| 10.º \| Gorka Sorarrain \| Caja Rural-Seguros RGA \| + 0 s \| \| |                       |                                         |                 |
| |                       |                                         |                 |
| Fuente: ProCyclingStats |                       |                                         |                 |
| Clasificación de la etapa |                       |                                         |                 |
| Ciclista | Ciclista              | Equipo                                  | Tiempo          |
| 1.º | George Jackson        | Bolton Equities Black Spoke Pro Cycling | 4 h 14 min 13 s |
| 2.º | Enrico Zanoncello     | Green Project-Bardiani CSF-Faizanè      | + 0 s           |
| 3.º | Carlos Canal          | Euskaltel-Euskadi                       | + 0 s           |
| 4.º | Gijs Van Hoecke       | Human Powered Health                    | + 0 s           |
| 5.º | Jeroen Meijers        | Terengganu Polygon Cycling Team         | + 0 s           |
| 6.º | Nur Aiman Rosli       | Malasia                                 | + 0 s           |
| 7.º | Jambaljamts Sainbayar | Terengganu Polygon Cycling Team         | + 0 s           |
| 8.º | Lorenzo Conforti      | Green Project-Bardiani CSF-Faizanè      | + 0 s           |
| 9.º | Alexander Konychev    | Team Corratec-Selle Italia              | + 0 s           |
| 10.º | Gorka Sorarrain       | Caja Rural-Seguros RGA                  | + 0 s           |

| \| Clasificación general \| Clasificación general \| Clasificación general \| Clasificación general \| Clasificación general \| \| Ciclista \| Ciclista \| Equipo \| Tiempo \| \| \| --------------------- \| --------------------- \| --------------------------------------- \| --------------------- \| --------------------- \| \| 1.º \| Enrico Zanoncello \| Green Project-Bardiani CSF-Faizanè \| 12 h 55 min 05 s \| \| \| 2.º \| George Jackson \| Bolton Equities Black Spoke Pro Cycling \| + 0 s \| \| \| 3.º \| Simon Carr \| EF Education-EasyPost \| + 4 s \| \| \| 4.º \| Carlos Canal \| Euskaltel-Euskadi \| + 6 s \| \| \| 5.º \| Joan Bou \| Euskaltel-Euskadi \| + 6 s \| \| \| 6.º \| Jon Agirre \| Equipo Kern Pharma \| + 7 s \| \| \| 7.º \| Thomas Scully \| EF Education-EasyPost \| + 7 s \| \| \| 8.º \| Pablo Castrillo \| Equipo Kern Pharma \| + 8 s \| \| \| 9.º \| Logan Currie \| Bolton Equities Black Spoke Pro Cycling \| + 8 s \| \| \| 10.º \| Jokin Murguialday \| Caja Rural-Seguros RGA \| + 8 s \| \| |                   |                                         |                  |
| |                   |                                         |                  |
| Fuente: ProCyclingStats |                   |                                         |                  |
| Clasificación general |                   |                                         |                  |
| Ciclista | Ciclista          | Equipo                                  | Tiempo           |
| 1.º | Enrico Zanoncello | Green Project-Bardiani CSF-Faizanè      | 12 h 55 min 05 s |
| 2.º | George Jackson    | Bolton Equities Black Spoke Pro Cycling | + 0 s            |
| 3.º | Simon Carr        | EF Education-EasyPost                   | + 4 s            |
| 4.º | Carlos Canal      | Euskaltel-Euskadi                       | + 6 s            |
| 5.º | Joan Bou          | Euskaltel-Euskadi                       | + 6 s            |
| 6.º | Jon Agirre        | Equipo Kern Pharma                      | + 7 s            |
| 7.º | Thomas Scully     | EF Education-EasyPost                   | + 7 s            |
| 8.º | Pablo Castrillo   | Equipo Kern Pharma                      | + 8 s            |
| 9.º | Logan Currie      | Bolton Equities Black Spoke Pro Cycling | + 8 s            |
| 10.º | Jokin Murguialday | Caja Rural-Seguros RGA                  | + 8 s            |

### 4.ª etapa
| Bukit Mertajam - Meru Raya | etapa llana | (140,2 km) |

| \| Clasificación de la etapa \| Clasificación de la etapa \| Clasificación de la etapa \| Clasificación de la etapa \| Clasificación de la etapa \| \| Ciclista \| Ciclista \| Equipo \| Tiempo \| \| \| ------------------------- \| ------------------------- \| --------------------------------------- \| ------------------------- \| ------------------------- \| \| 1.º \| Daniel Babor \| Caja Rural-Seguros RGA \| 3 h 06 min 05 s \| \| \| 2.º \| George Jackson \| Bolton Equities Black Spoke Pro Cycling \| + 0 s \| \| \| 3.º \| Sasha Weemaes \| Human Powered Health \| + 0 s \| \| \| 4.º \| Carlos Canal \| Euskaltel-Euskadi \| + 0 s \| \| \| 5.º \| Lorenzo Conforti \| Green Project-Bardiani CSF-Faizanè \| + 0 s \| \| \| 6.º \| Attilio Viviani \| Team Corratec-Selle Italia \| + 0 s \| \| \| 7.º \| Māris Bogdanovičs \| Hengxiang Cycling Team \| + 0 s \| \| \| 8.º \| Arvid de Kleijn \| Tudor Pro Cycling Team \| + 0 s \| \| \| 9.º \| Enrico Zanoncello \| Green Project-Bardiani CSF-Faizanè \| + 0 s \| \| \| 10.º \| Gleb Syritsa \| Astana Qazaqstan Team \| + 0 s \| \| |                   |                                         |                 |
| |                   |                                         |                 |
| Fuente: ProCyclingStats |                   |                                         |                 |
| Clasificación de la etapa |                   |                                         |                 |
| Ciclista | Ciclista          | Equipo                                  | Tiempo          |
| 1.º | Daniel Babor      | Caja Rural-Seguros RGA                  | 3 h 06 min 05 s |
| 2.º | George Jackson    | Bolton Equities Black Spoke Pro Cycling | + 0 s           |
| 3.º | Sasha Weemaes     | Human Powered Health                    | + 0 s           |
| 4.º | Carlos Canal      | Euskaltel-Euskadi                       | + 0 s           |
| 5.º | Lorenzo Conforti  | Green Project-Bardiani CSF-Faizanè      | + 0 s           |
| 6.º | Attilio Viviani   | Team Corratec-Selle Italia              | + 0 s           |
| 7.º | Māris Bogdanovičs | Hengxiang Cycling Team                  | + 0 s           |
| 8.º | Arvid de Kleijn   | Tudor Pro Cycling Team                  | + 0 s           |
| 9.º | Enrico Zanoncello | Green Project-Bardiani CSF-Faizanè      | + 0 s           |
| 10.º | Gleb Syritsa      | Astana Qazaqstan Team                   | + 0 s           |

| \| Clasificación general \| Clasificación general \| Clasificación general \| Clasificación general \| Clasificación general \| \| Ciclista \| Ciclista \| Equipo \| Tiempo \| \| \| --------------------- \| --------------------- \| --------------------------------------- \| --------------------- \| --------------------- \| \| 1.º \| George Jackson \| Bolton Equities Black Spoke Pro Cycling \| 16 h 01 min 04 s \| \| \| 2.º \| Enrico Zanoncello \| Green Project-Bardiani CSF-Faizanè \| + 6 s \| \| \| 3.º \| Simon Carr \| EF Education-EasyPost \| + 10 s \| \| \| 4.º \| Carlos Canal \| Euskaltel-Euskadi \| + 12 s \| \| \| 5.º \| Ratchanon Yaowarat \| Thailand Continental Cycling Team \| + 12 s \| \| \| 6.º \| Joan Bou \| Euskaltel-Euskadi \| + 12 s \| \| \| 7.º \| Jon Agirre \| Equipo Kern Pharma \| + 13 s \| \| \| 8.º \| Thomas Scully \| EF Education-EasyPost \| + 13 s \| \| \| 9.º \| Pablo Castrillo \| Equipo Kern Pharma \| + 14 s \| \| \| 10.º \| Logan Currie \| Bolton Equities Black Spoke Pro Cycling \| + 14 s \| \| |                    |                                         |                  |
| |                    |                                         |                  |
| Fuente: ProCyclingStats |                    |                                         |                  |
| Clasificación general |                    |                                         |                  |
| Ciclista | Ciclista           | Equipo                                  | Tiempo           |
| 1.º | George Jackson     | Bolton Equities Black Spoke Pro Cycling | 16 h 01 min 04 s |
| 2.º | Enrico Zanoncello  | Green Project-Bardiani CSF-Faizanè      | + 6 s            |
| 3.º | Simon Carr         | EF Education-EasyPost                   | + 10 s           |
| 4.º | Carlos Canal       | Euskaltel-Euskadi                       | + 12 s           |
| 5.º | Ratchanon Yaowarat | Thailand Continental Cycling Team       | + 12 s           |
| 6.º | Joan Bou           | Euskaltel-Euskadi                       | + 12 s           |
| 7.º | Jon Agirre         | Equipo Kern Pharma                      | + 13 s           |
| 8.º | Thomas Scully      | EF Education-EasyPost                   | + 13 s           |
| 9.º | Pablo Castrillo    | Equipo Kern Pharma                      | + 14 s           |
| 10.º | Logan Currie       | Bolton Equities Black Spoke Pro Cycling | + 14 s           |

### 5.ª etapa
| Slim River - Genting Highlands | etapa de montaña | (133,3 km) |

| \| Clasificación de la etapa \| Clasificación de la etapa \| Clasificación de la etapa \| Clasificación de la etapa \| Clasificación de la etapa \| \| Ciclista \| Ciclista \| Equipo \| Tiempo \| \| \| ------------------------- \| ------------------------- \| ------------------------- \| ------------------------- \| ------------------------- \| \| 1.º \| Simon Carr \| EF Education-EasyPost \| 3 h 24 min 06 s \| \| \| 2.º \| Alexander Cepeda \| EF Education-EasyPost \| + 39 s \| \| \| 3.º \| Pablo Castrillo \| Equipo Kern Pharma \| + 48 s \| \| \| 4.º \| Joan Bou \| Euskaltel-Euskadi \| + 55 s \| \| \| 5.º \| Vadim Pronskiy \| Astana Qazaqstan Team \| + 59 s \| \| \| 6.º \| Paul Double \| Human Powered Health \| + 1 min 13 s \| \| \| 7.º \| Adne van Engelen \| Roojai Online Insurance \| + 1 min 18 s \| \| \| 8.º \| Jokin Murguialday \| Caja Rural-Seguros RGA \| + 1 min 26 s \| \| \| 9.º \| Jon Agirre \| Equipo Kern Pharma \| + 1 min 26 s \| \| \| 10.º \| Harold Martín López \| Astana Qazaqstan Team \| + 1 min 47 s \| \| |                     |                         |                 |
| |                     |                         |                 |
| Fuente: ProCyclingStats |                     |                         |                 |
| Clasificación de la etapa |                     |                         |                 |
| Ciclista | Ciclista            | Equipo                  | Tiempo          |
| 1.º | Simon Carr          | EF Education-EasyPost   | 3 h 24 min 06 s |
| 2.º | Alexander Cepeda    | EF Education-EasyPost   | + 39 s          |
| 3.º | Pablo Castrillo     | Equipo Kern Pharma      | + 48 s          |
| 4.º | Joan Bou            | Euskaltel-Euskadi       | + 55 s          |
| 5.º | Vadim Pronskiy      | Astana Qazaqstan Team   | + 59 s          |
| 6.º | Paul Double         | Human Powered Health    | + 1 min 13 s    |
| 7.º | Adne van Engelen    | Roojai Online Insurance | + 1 min 18 s    |
| 8.º | Jokin Murguialday   | Caja Rural-Seguros RGA  | + 1 min 26 s    |
| 9.º | Jon Agirre          | Equipo Kern Pharma      | + 1 min 26 s    |
| 10.º | Harold Martín López | Astana Qazaqstan Team   | + 1 min 47 s    |

| \| Clasificación general \| Clasificación general \| Clasificación general \| Clasificación general \| Clasificación general \| \| Ciclista \| Ciclista \| Equipo \| Tiempo \| \| \| --------------------- \| --------------------- \| ----------------------- \| --------------------- \| --------------------- \| \| 1.º \| Simon Carr \| EF Education-EasyPost \| 19 h 25 min 10 s \| \| \| 2.º \| Alexander Cepeda \| EF Education-EasyPost \| + 49 s \| \| \| 3.º \| Pablo Castrillo \| Equipo Kern Pharma \| + 58 s \| \| \| 4.º \| Joan Bou \| Euskaltel-Euskadi \| + 1 min 07 s \| \| \| 5.º \| Vadim Pronskiy \| Astana Qazaqstan Team \| + 1 min 15 s \| \| \| 6.º \| Paul Double \| Human Powered Health \| + 1 min 29 s \| \| \| 7.º \| Adne van Engelen \| Roojai Online Insurance \| + 1 min 34 s \| \| \| 8.º \| Jon Agirre \| Equipo Kern Pharma \| + 1 min 39 s \| \| \| 9.º \| Jokin Murguialday \| Caja Rural-Seguros RGA \| + 1 min 40 s \| \| \| 10.º \| Harold Martín López \| Astana Qazaqstan Team \| + 2 min 03 s \| \| |                     |                         |                  |
| |                     |                         |                  |
| Fuente: ProCyclingStats |                     |                         |                  |
| Clasificación general |                     |                         |                  |
| Ciclista | Ciclista            | Equipo                  | Tiempo           |
| 1.º | Simon Carr          | EF Education-EasyPost   | 19 h 25 min 10 s |
| 2.º | Alexander Cepeda    | EF Education-EasyPost   | + 49 s           |
| 3.º | Pablo Castrillo     | Equipo Kern Pharma      | + 58 s           |
| 4.º | Joan Bou            | Euskaltel-Euskadi       | + 1 min 07 s     |
| 5.º | Vadim Pronskiy      | Astana Qazaqstan Team   | + 1 min 15 s     |
| 6.º | Paul Double         | Human Powered Health    | + 1 min 29 s     |
| 7.º | Adne van Engelen    | Roojai Online Insurance | + 1 min 34 s     |
| 8.º | Jon Agirre          | Equipo Kern Pharma      | + 1 min 39 s     |
| 9.º | Jokin Murguialday   | Caja Rural-Seguros RGA  | + 1 min 40 s     |
| 10.º | Harold Martín López | Astana Qazaqstan Team   | + 2 min 03 s     |

### 6.ª etapa
| Karak - Malaca | etapa llana | (176,6 km) |

| \| Clasificación de la etapa \| Clasificación de la etapa \| Clasificación de la etapa \| Clasificación de la etapa \| Clasificación de la etapa \| \| Ciclista \| Ciclista \| Equipo \| Tiempo \| \| \| ------------------------- \| ------------------------- \| --------------------------------------- \| ------------------------- \| ------------------------- \| \| 1.º \| Arvid de Kleijn \| Tudor Pro Cycling Team \| 4 h 08 min 19 s \| \| \| 2.º \| Sasha Weemaes \| Human Powered Health \| + 0 s \| \| \| 3.º \| Gleb Syritsa \| Astana Qazaqstan Team \| + 0 s \| \| \| 4.º \| Enrico Zanoncello \| Green Project-Bardiani CSF-Faizanè \| + 0 s \| \| \| 5.º \| Daniel Babor \| Caja Rural-Seguros RGA \| + 0 s \| \| \| 6.º \| Gijs Van Hoecke \| Human Powered Health \| + 0 s \| \| \| 7.º \| Alexander Konychev \| Team Corratec-Selle Italia \| + 0 s \| \| \| 8.º \| Matthew Bostock \| Bolton Equities Black Spoke Pro Cycling \| + 0 s \| \| \| 9.º \| Carlos Canal \| Euskaltel-Euskadi \| + 0 s \| \| \| 10.º \| Attilio Viviani \| Team Corratec-Selle Italia \| + 0 s \| \| |                    |                                         |                 |
| |                    |                                         |                 |
| Fuente: ProCyclingStats |                    |                                         |                 |
| Clasificación de la etapa |                    |                                         |                 |
| Ciclista | Ciclista           | Equipo                                  | Tiempo          |
| 1.º | Arvid de Kleijn    | Tudor Pro Cycling Team                  | 4 h 08 min 19 s |
| 2.º | Sasha Weemaes      | Human Powered Health                    | + 0 s           |
| 3.º | Gleb Syritsa       | Astana Qazaqstan Team                   | + 0 s           |
| 4.º | Enrico Zanoncello  | Green Project-Bardiani CSF-Faizanè      | + 0 s           |
| 5.º | Daniel Babor       | Caja Rural-Seguros RGA                  | + 0 s           |
| 6.º | Gijs Van Hoecke    | Human Powered Health                    | + 0 s           |
| 7.º | Alexander Konychev | Team Corratec-Selle Italia              | + 0 s           |
| 8.º | Matthew Bostock    | Bolton Equities Black Spoke Pro Cycling | + 0 s           |
| 9.º | Carlos Canal       | Euskaltel-Euskadi                       | + 0 s           |
| 10.º | Attilio Viviani    | Team Corratec-Selle Italia              | + 0 s           |

| \| Clasificación general \| Clasificación general \| Clasificación general \| Clasificación general \| Clasificación general \| \| Ciclista \| Ciclista \| Equipo \| Tiempo \| \| \| --------------------- \| --------------------- \| ----------------------- \| --------------------- \| --------------------- \| \| 1.º \| Simon Carr \| EF Education-EasyPost \| 23 h 33 min 29 s \| \| \| 2.º \| Alexander Cepeda \| EF Education-EasyPost \| + 49 s \| \| \| 3.º \| Pablo Castrillo \| Equipo Kern Pharma \| + 58 s \| \| \| 4.º \| Joan Bou \| Euskaltel-Euskadi \| + 1 min 07 s \| \| \| 5.º \| Vadim Pronskiy \| Astana Qazaqstan Team \| + 1 min 15 s \| \| \| 6.º \| Paul Double \| Human Powered Health \| + 1 min 29 s \| \| \| 7.º \| Adne van Engelen \| Roojai Online Insurance \| + 1 min 34 s \| \| \| 8.º \| Jon Agirre \| Equipo Kern Pharma \| + 1 min 39 s \| \| \| 9.º \| Jokin Murguialday \| Caja Rural-Seguros RGA \| + 1 min 40 s \| \| \| 10.º \| Harold Martín López \| Astana Qazaqstan Team \| + 2 min 03 s \| \| |                     |                         |                  |
| |                     |                         |                  |
| Fuente: ProCyclingStats |                     |                         |                  |
| Clasificación general |                     |                         |                  |
| Ciclista | Ciclista            | Equipo                  | Tiempo           |
| 1.º | Simon Carr          | EF Education-EasyPost   | 23 h 33 min 29 s |
| 2.º | Alexander Cepeda    | EF Education-EasyPost   | + 49 s           |
| 3.º | Pablo Castrillo     | Equipo Kern Pharma      | + 58 s           |
| 4.º | Joan Bou            | Euskaltel-Euskadi       | + 1 min 07 s     |
| 5.º | Vadim Pronskiy      | Astana Qazaqstan Team   | + 1 min 15 s     |
| 6.º | Paul Double         | Human Powered Health    | + 1 min 29 s     |
| 7.º | Adne van Engelen    | Roojai Online Insurance | + 1 min 34 s     |
| 8.º | Jon Agirre          | Equipo Kern Pharma      | + 1 min 39 s     |
| 9.º | Jokin Murguialday   | Caja Rural-Seguros RGA  | + 1 min 40 s     |
| 10.º | Harold Martín López | Astana Qazaqstan Team   | + 2 min 03 s     |

### 7.ª etapa
| Muar - Seremban | etapa llana | (125,7 km) |

| \| Clasificación de la etapa \| Clasificación de la etapa \| Clasificación de la etapa \| Clasificación de la etapa \| Clasificación de la etapa \| \| Ciclista \| Ciclista \| Equipo \| Tiempo \| \| \| ------------------------- \| ------------------------- \| --------------------------------------- \| ------------------------- \| ------------------------- \| \| 1.º \| Sasha Weemaes \| Human Powered Health \| 2 h 31 min 45 s \| \| \| 2.º \| Arvid de Kleijn \| Tudor Pro Cycling Team \| + 0 s \| \| \| 3.º \| Gleb Syritsa \| Astana Qazaqstan Team \| + 0 s \| \| \| 4.º \| Matthew Bostock \| Bolton Equities Black Spoke Pro Cycling \| + 0 s \| \| \| 5.º \| Attilio Viviani \| Team Corratec-Selle Italia \| + 0 s \| \| \| 6.º \| Raymond Kreder \| JCLTeam Ukyo \| + 0 s \| \| \| 7.º \| Youcef Reguigui \| Terengganu Polygon Cycling Team \| + 0 s \| \| \| 8.º \| Enrico Zanoncello \| Green Project-Bardiani CSF-Faizanè \| + 0 s \| \| \| 9.º \| Maikel Zijlaard \| Tudor Pro Cycling Team \| + 0 s \| \| \| 10.º \| Māris Bogdanovičs \| Hengxiang Cycling Team \| + 0 s \| \| |                   |                                         |                 |
| |                   |                                         |                 |
| Fuente: ProCyclingStats |                   |                                         |                 |
| Clasificación de la etapa |                   |                                         |                 |
| Ciclista | Ciclista          | Equipo                                  | Tiempo          |
| 1.º | Sasha Weemaes     | Human Powered Health                    | 2 h 31 min 45 s |
| 2.º | Arvid de Kleijn   | Tudor Pro Cycling Team                  | + 0 s           |
| 3.º | Gleb Syritsa      | Astana Qazaqstan Team                   | + 0 s           |
| 4.º | Matthew Bostock   | Bolton Equities Black Spoke Pro Cycling | + 0 s           |
| 5.º | Attilio Viviani   | Team Corratec-Selle Italia              | + 0 s           |
| 6.º | Raymond Kreder    | JCLTeam Ukyo                            | + 0 s           |
| 7.º | Youcef Reguigui   | Terengganu Polygon Cycling Team         | + 0 s           |
| 8.º | Enrico Zanoncello | Green Project-Bardiani CSF-Faizanè      | + 0 s           |
| 9.º | Maikel Zijlaard   | Tudor Pro Cycling Team                  | + 0 s           |
| 10.º | Māris Bogdanovičs | Hengxiang Cycling Team                  | + 0 s           |

| \| Clasificación general \| Clasificación general \| Clasificación general \| Clasificación general \| Clasificación general \| \| Ciclista \| Ciclista \| Equipo \| Tiempo \| \| \| --------------------- \| --------------------- \| ----------------------- \| --------------------- \| --------------------- \| \| 1.º \| Simon Carr \| EF Education-EasyPost \| 26 h 05 min 14 s \| \| \| 2.º \| Alexander Cepeda \| EF Education-EasyPost \| + 49 s \| \| \| 3.º \| Pablo Castrillo \| Equipo Kern Pharma \| + 58 s \| \| \| 4.º \| Joan Bou \| Euskaltel-Euskadi \| + 1 min 07 s \| \| \| 5.º \| Vadim Pronskiy \| Astana Qazaqstan Team \| + 1 min 15 s \| \| \| 6.º \| Paul Double \| Human Powered Health \| + 1 min 29 s \| \| \| 7.º \| Adne van Engelen \| Roojai Online Insurance \| + 1 min 34 s \| \| \| 8.º \| Jon Agirre \| Equipo Kern Pharma \| + 1 min 39 s \| \| \| 9.º \| Jokin Murguialday \| Caja Rural-Seguros RGA \| + 1 min 40 s \| \| \| 10.º \| Harold Martín López \| Astana Qazaqstan Team \| + 2 min 03 s \| \| |                     |                         |                  |
| |                     |                         |                  |
| Fuente: ProCyclingStats |                     |                         |                  |
| Clasificación general |                     |                         |                  |
| Ciclista | Ciclista            | Equipo                  | Tiempo           |
| 1.º | Simon Carr          | EF Education-EasyPost   | 26 h 05 min 14 s |
| 2.º | Alexander Cepeda    | EF Education-EasyPost   | + 49 s           |
| 3.º | Pablo Castrillo     | Equipo Kern Pharma      | + 58 s           |
| 4.º | Joan Bou            | Euskaltel-Euskadi       | + 1 min 07 s     |
| 5.º | Vadim Pronskiy      | Astana Qazaqstan Team   | + 1 min 15 s     |
| 6.º | Paul Double         | Human Powered Health    | + 1 min 29 s     |
| 7.º | Adne van Engelen    | Roojai Online Insurance | + 1 min 34 s     |
| 8.º | Jon Agirre          | Equipo Kern Pharma      | + 1 min 39 s     |
| 9.º | Jokin Murguialday   | Caja Rural-Seguros RGA  | + 1 min 40 s     |
| 10.º | Harold Martín López | Astana Qazaqstan Team   | + 2 min 03 s     |

### 8.ª etapa
| Setia Alam - Kuala Lumpur | etapa llana | (156,5 km) |

| \| Clasificación de la etapa \| Clasificación de la etapa \| Clasificación de la etapa \| Clasificación de la etapa \| Clasificación de la etapa \| \| Ciclista \| Ciclista \| Equipo \| Tiempo \| \| \| ------------------------- \| ------------------------- \| --------------------------------------- \| ------------------------- \| ------------------------- \| \| 1.º \| Gleb Syritsa \| Astana Qazaqstan Team \| 3 h 12 min 27 s \| \| \| 2.º \| Daniel Babor \| Caja Rural-Seguros RGA \| + 0 s \| \| \| 3.º \| Arvid de Kleijn \| Tudor Pro Cycling Team \| + 0 s \| \| \| 4.º \| Sasha Weemaes \| Human Powered Health \| + 0 s \| \| \| 5.º \| Mohamad Izzat Abdul Halil \| Malasia \| + 0 s \| \| \| 6.º \| George Jackson \| Bolton Equities Black Spoke Pro Cycling \| + 0 s \| \| \| 7.º \| Enrico Zanoncello \| Green Project-Bardiani CSF-Faizanè \| + 0 s \| \| \| 8.º \| Attilio Viviani \| Team Corratec-Selle Italia \| + 0 s \| \| \| 9.º \| Sarawut Sirironnachai \| Thailand Continental Cycling Team \| + 0 s \| \| \| 10.º \| Raymond Kreder \| JCLTeam Ukyo \| + 0 s \| \| |                           |                                         |                 |
| |                           |                                         |                 |
| Fuente: ProCyclingStats |                           |                                         |                 |
| Clasificación de la etapa |                           |                                         |                 |
| Ciclista | Ciclista                  | Equipo                                  | Tiempo          |
| 1.º | Gleb Syritsa              | Astana Qazaqstan Team                   | 3 h 12 min 27 s |
| 2.º | Daniel Babor              | Caja Rural-Seguros RGA                  | + 0 s           |
| 3.º | Arvid de Kleijn           | Tudor Pro Cycling Team                  | + 0 s           |
| 4.º | Sasha Weemaes             | Human Powered Health                    | + 0 s           |
| 5.º | Mohamad Izzat Abdul Halil | Malasia                                 | + 0 s           |
| 6.º | George Jackson            | Bolton Equities Black Spoke Pro Cycling | + 0 s           |
| 7.º | Enrico Zanoncello         | Green Project-Bardiani CSF-Faizanè      | + 0 s           |
| 8.º | Attilio Viviani           | Team Corratec-Selle Italia              | + 0 s           |
| 9.º | Sarawut Sirironnachai     | Thailand Continental Cycling Team       | + 0 s           |
| 10.º | Raymond Kreder            | JCLTeam Ukyo                            | + 0 s           |

## Clasificaciones finales
- Las clasificaciones finalizaron de la siguiente forma:[4]

### Clasificación general
| \| Clasificación general \| Clasificación general \| Clasificación general \| Clasificación general \| Clasificación general \| \| Ciclista \| Ciclista \| Equipo \| Tiempo \| \| \| --------------------- \| --------------------- \| ----------------------- \| --------------------- \| --------------------- \| \| 1.º \| Simon Carr \| EF Education-EasyPost \| 29 h 17 min 41 s \| \| \| 2.º \| Alexander Cepeda \| EF Education-EasyPost \| + 49 s \| \| \| 3.º \| Pablo Castrillo \| Equipo Kern Pharma \| + 58 s \| \| \| 4.º \| Joan Bou \| Euskaltel-Euskadi \| + 1 min 07 s \| \| \| 5.º \| Vadim Pronskiy \| Astana Qazaqstan Team \| + 1 min 15 s \| \| \| 6.º \| Paul Double \| Human Powered Health \| + 1 min 29 s \| \| \| 7.º \| Adne van Engelen \| Roojai Online Insurance \| + 1 min 34 s \| \| \| 8.º \| Jon Agirre \| Equipo Kern Pharma \| + 1 min 39 s \| \| \| 9.º \| Jokin Murguialday \| Caja Rural-Seguros RGA \| + 1 min 40 s \| \| \| 10.º \| Harold Martín López \| Astana Qazaqstan Team \| + 2 min 03 s \| \| |                     |                         |                  |
| |                     |                         |                  |
| Fuente: ProCyclingStats |                     |                         |                  |
| Clasificación general |                     |                         |                  |
| Ciclista | Ciclista            | Equipo                  | Tiempo           |
| 1.º | Simon Carr          | EF Education-EasyPost   | 29 h 17 min 41 s |
| 2.º | Alexander Cepeda    | EF Education-EasyPost   | + 49 s           |
| 3.º | Pablo Castrillo     | Equipo Kern Pharma      | + 58 s           |
| 4.º | Joan Bou            | Euskaltel-Euskadi       | + 1 min 07 s     |
| 5.º | Vadim Pronskiy      | Astana Qazaqstan Team   | + 1 min 15 s     |
| 6.º | Paul Double         | Human Powered Health    | + 1 min 29 s     |
| 7.º | Adne van Engelen    | Roojai Online Insurance | + 1 min 34 s     |
| 8.º | Jon Agirre          | Equipo Kern Pharma      | + 1 min 39 s     |
| 9.º | Jokin Murguialday   | Caja Rural-Seguros RGA  | + 1 min 40 s     |
| 10.º | Harold Martín López | Astana Qazaqstan Team   | + 2 min 03 s     |

### Clasificación por puntos
| Clasificación por puntos | Clasificación por puntos | Clasificación por puntos                | Clasificación por puntos | Clasificación por puntos |
| Ciclista                 | Ciclista                 | Equipo                                  | Puntos                   |                          |
| ------------------------ | ------------------------ | --------------------------------------- | ------------------------ | ------------------------ |
| 1.º                      | Arvid de Kleijn          | Tudor Pro Cycling Team                  | 72 pts                   |                          |
| 2.º                      | Gleb Syritsa             | Astana Qazaqstan Team                   | 58 pts                   |                          |
| 3.º                      | Sasha Weemaes            | Human Powered Health                    | 55 pts                   |                          |
| 4.º                      | Enrico Zanoncello        | Green Project-Bardiani CSF-Faizanè      | 45 pts                   |                          |
| 5.º                      | Daniel Babor             | Caja Rural-Seguros RGA                  | 40 pts                   |                          |
| 6.º                      | George Jackson           | Bolton Equities Black Spoke Pro Cycling | 34 pts                   |                          |
| 7.º                      | Lorenzo Conforti         | Green Project-Bardiani CSF-Faizanè      | 19 pts                   |                          |
| 8.º                      | Jambaljamts Sainbayar    | Terengganu Polygon Cycling Team         | 15 pts                   |                          |
| 9.º                      | Attilio Viviani          | Team Corratec-Selle Italia              | 15 pts                   |                          |
| 10.º                     | Nur Aiman Rosli          |                                         | 14 pts                   |                          |

### Clasificación de la montaña
| Clasificación de la montaña | Clasificación de la montaña | Clasificación de la montaña        | Clasificación de la montaña | Clasificación de la montaña |
| Ciclista                    | Ciclista                    | Equipo                             | Puntos                      |                             |
| --------------------------- | --------------------------- | ---------------------------------- | --------------------------- | --------------------------- |
| 1.º                         | Simon Pellaud               | Tudor Pro Cycling Team             | 32 pts                      |                             |
| 2.º                         | Simon Carr                  | EF Education-EasyPost              | 20 pts                      |                             |
| 3.º                         | Pablo Castrillo             | Equipo Kern Pharma                 | 13 pts                      |                             |
| 4.º                         | Luca Covili                 | Green Project-Bardiani CSF-Faizanè | 13 pts                      |                             |
| 5.º                         | Alexander Cepeda            | EF Education-EasyPost              | 12 pts                      |                             |
| 6.º                         | Matteo Scalco               | Green Project-Bardiani CSF-Faizanè | 11 pts                      |                             |
| 7.º                         | Joan Bou                    | Euskaltel-Euskadi                  | 8 pts                       |                             |
| 8.º                         | Paul Double                 | Human Powered Health               | 8 pts                       |                             |
| 9.º                         | Manuele Tarozzi             | Green Project-Bardiani CSF-Faizanè | 8 pts                       |                             |
| 10.º                        | Adne van Engelen            | Roojai Online Insurance            | 7 pts                       |                             |

### Clasificación por equipos
| Clasificación por equipos | Clasificación por equipos          | Clasificación por equipos | Clasificación por equipos |
| Equipo                    | Equipo                             | Tiempo                    |                           |
| ------------------------- | ---------------------------------- | ------------------------- | ------------------------- |
| 1.º                       | EF Education-EasyPost              | 87 h 57 min 01 s          |                           |
| 2.º                       | Euskaltel-Euskadi                  | + 2 min 18 s              |                           |
| 3.º                       | Equipo Kern Pharma                 | + 3 min 43 s              |                           |
| 4.º                       | Roojai Online Insurance            | + 11 min 32 s             |                           |
| 5.º                       | Caja Rural-Seguros RGA             | + 11 min 46 s             |                           |
| 6.º                       | Li Ning Star                       | + 19 min 54 s             |                           |
| 7.º                       | Green Project-Bardiani CSF-Faizanè | + 21 min 04 s             |                           |
| 8.º                       | Human Powered Health               | + 24 min 29 s             |                           |
| 9.º                       | Team Corratec-Selle Italia         | + 25 min 10 s             |                           |
| 10.º                      | Thailand Continental Cycling Team  | + 25 min 16 s             |                           |

## Evolución de las clasificaciones
| Etapa                   |                         | Ganador _       | Clasificación general | Puntos          | Montaña                      | Equipo _                           | Mejor nacional _ |
| ----------------------- | ----------------------- | --------------- | --------------------- | --------------- | ---------------------------- | ---------------------------------- | ---------------- |
| 1.ª etapa               | etapa llana             | Arvid de Kleijn | Arvid de Kleijn       | Arvid de Kleijn | Nur Aiman Zariff             | Malasia                            | Nur Aiman Zariff |
| 2.ª etapa               | etapa llana             | Gleb Syritsa    | Arvid de Kleijn       | Arvid de Kleijn | Nur Amirul Fakhruddin Mazuki | Green Project-Bardiani CSF-Faizanè | Nur Aiman Zariff |
| 3.ª etapa               | etapa escarpada         | George Jackson  | Enrico Zanoncello     | Arvid de Kleijn | Simon Pellaud                | Green Project-Bardiani CSF-Faizanè | Nur Aiman Rosli  |
| 4.ª etapa               | etapa llana             | Daniel Babor    | George Jackson        | Arvid de Kleijn | Simon Pellaud                | Green Project-Bardiani CSF-Faizanè | Nur Aiman Rosli  |
| 5.ª etapa               | etapa de montaña        | Simon Carr      | Simon Carr            | Arvid de Kleijn | Simon Pellaud                | EF Education-EasyPost              | Nur Aiman Rosli  |
| 6.ª etapa               | etapa llana             | Arvid de Kleijn | Simon Carr            | Arvid de Kleijn | Simon Pellaud                | EF Education-EasyPost              | Nur Aiman Rosli  |
| 7.ª etapa               | etapa llana             | Sasha Weemaes   | Simon Carr            | Arvid de Kleijn | Simon Pellaud                | EF Education-EasyPost              | Nur Aiman Rosli  |
| 8.ª etapa               | etapa llana             | Gleb Syritsa    | Simon Carr            | Arvid de Kleijn | Simon Pellaud                | EF Education-EasyPost              | Nur Aiman Rosli  |
| Clasificaciones finales | Clasificaciones finales |                 | Simon Carr            | Arvid de Kleijn | Simon Pellaud                | EF Education-EasyPost              | Nur Aiman Rosli  |

## UCI World Ranking
El Tour de Langkawi otorgó puntos para el UCI World Ranking para corredores de los equipos en las categorías UCI WorldTeam, UCI ProTeam y Continental. Las siguientes tablas son el baremo de puntuación y los diez corredores que obtuvieron más puntos:
| Posición              | 1.º | 2.º | 3.º | 4.º | 5.º | 6.º | 7.º | 8.º | 9.º | 10.º | 11.º | 12.º | 13.º | 14.º | 15.º | 16.º-30.º | 31.º-40.º |
| Clasificación general | 200 | 150 | 125 | 100 | 85  | 70  | 60  | 50  | 40  | 35   | 30   | 25   | 20   | 15   | 10   | 5         | 3         |
| Por etapa             | 20  | 15  | 10  | 5   | 3   |     |     |     |     |      |      |      |      |      |      |           |           |
| Líder                 | 5   |     |     |     |     |     |     |     |     |      |      |      |      |      |      |           |           |

| Clasificación |                  |                         |         |       |       |       |
| Posición      | Ciclista         | Equipo                  | General | Etapa | Líder | Total |
| ------------- | ---------------- | ----------------------- | ------- | ----- | ----- | ----- |
| 1.º           | Simon Carr       | EF Education-EasyPost   | 200     | 20    | 15    | 235   |
| 2.º           | Alexander Cepeda | EF Education-EasyPost   | 150     | 15    | -     | 165   |
| 3.º           | Pablo Castrillo  | Kern Pharma             | 125     | 10    | -     | 135   |
| 4.º           | Joan Bou         | Euskaltel-Euskadi       | 100     | 5     | -     | 105   |
| 5.º           | Arvid de Kleijn  | Tudor                   | -       | 80    | 10    | 90    |
| 6.º           | Vadim Pronskiy   | Astana Qazaqstan        | 85      | 3     | -     | 88    |
| 7.º           | Paul Double      | Human Powered Health    | 70      | -     | -     | 70    |
| 8.º           | Gleb Syritsa     | Astana Qazaqstan        | -       | 70    | -     | 70    |
| 9.º           | Sasha Weemaes    | Human Powered Health    | -       | 65    | -     | 65    |
| 10.º          | Adne van Engelen | Roojai Online Insurance | 60      | -     | -     | 60    |